# Dolores Cacuango

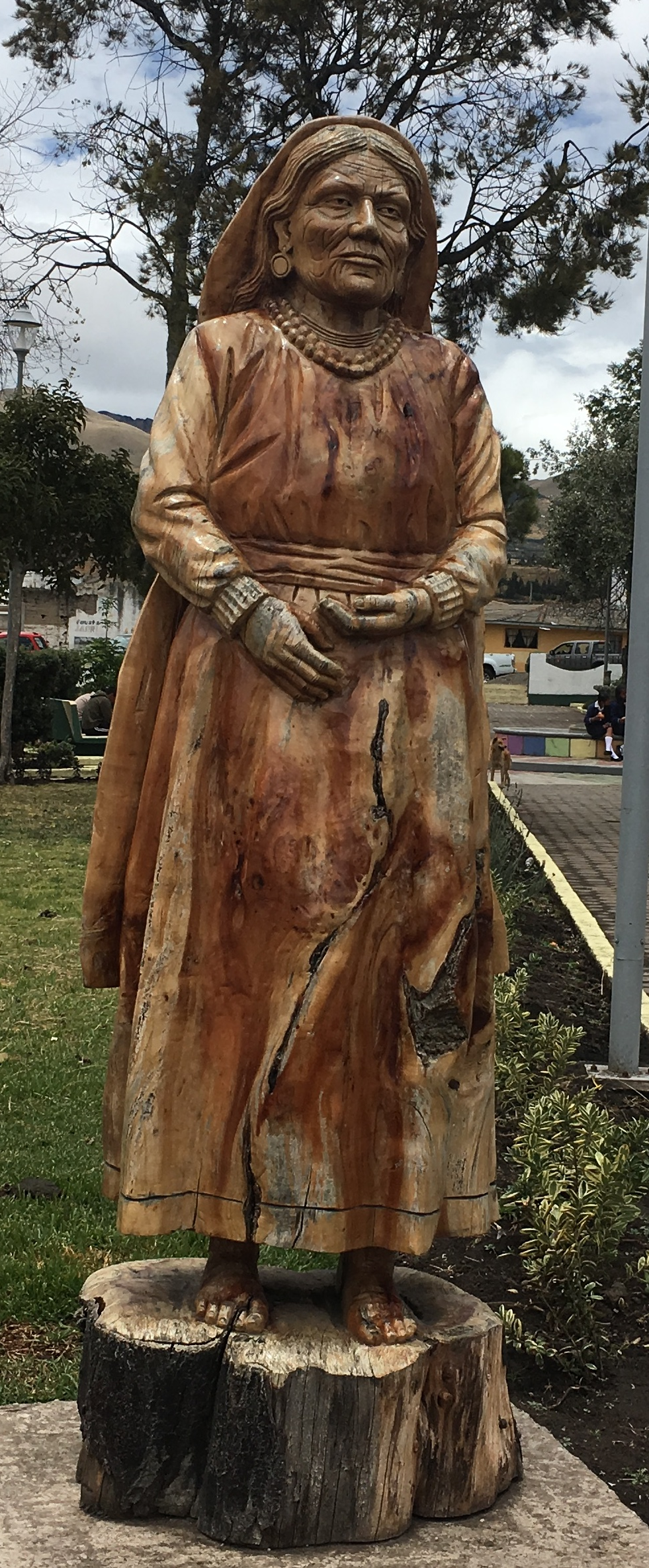
Dolores Cacuango

Dolores Cacuango, född 26 oktober 1881 i Pesillo i Cayambe, Ecuador, död 23 april 1971, i Yanahayco, även känd som Mamá Doloreyuk, var en pionjär i kampen för ursprungsbefolkningens och böndernas rättigheter i Ecuador.
Cacuango var en tidig förespråkare för feminism i Ecuador. Hon grundade Federación Ecuatoriana de Indios (FEI) 1944.
Hon jobbade bland annat för landrättigheter, för ursprungsfolkens rätt till utbildning, och mot de övergrepp som storgodsägare utsatte urfolkskvinnor för. Hon var en av ledarna för den historiska strejken vid haciendan Pesillo i Cayambe -  en milstolpe för ursprungsbefolkningens och böndernas rättigheter. I maj 1944 ledde hon en attack mot en armébas i Cayambe.
Cacuango fick själv aldrig en formell utbildning, och kunde inte läsa och skriva. Men hon hjälpte till att etablera de första tvåspråkiga skolorna, som undervisade på både spanska och quechua, ursprungsspråket.
Cacuango var kommunist och fängslades för sin aktivism.
Den 26 oktober 2020 firade Google hennes 139-årsdag med en Google Doodle.